# 广澳炮台
广澳炮台，位于广东省汕头市濠江区广澳街道广澳大山南端营盘山上，是一座建于清康熙五十六年（1717年）的古炮台。是清初潮州府的海防军事重地，也是广东省现存的重要海防遗址。根据《文物保护法》，此炮台遗址属不可移动文物。

## 规模
广澳炮台坐北向南，原有营房18间，炮8尊（其中二千斤、一千二百七十斤、六百斤各一，一千斤二，五百斤三。）驻有“专防外委”1员，兵53名，属南澳镇达濠营。

## 现状
炮台火炮已失，存留基座东西宽19.2米，南北长34.7米。墙高5米，厚约2.5米，下半部2米用石条筑砌，上半部3米用三沙土夯筑。外围墙保存较完好，炮台内有营房矮墙遗迹。2011年广澳炮台所在的营盘山由汕头市国土资源局出让为采石场，致使炮台周围山体环境破坏严重。2012年3月22日当地媒体对此事进行报道。

## 同时期邻近炮台
- 河渡炮台
- 莲澳炮台
- 大莱芜炮台
- 长山尾炮台